# 色部顕長
色部 顕長（いろべ あきなが）は、戦国時代の武将。上杉氏の家臣。揚北衆の一人。越後国岩船郡平林城主。

## 生涯
永禄12年（1569年）、父・色部勝長が本庄繁長の反乱の鎮圧中に没すると家督を継ぎ、上杉謙信（当時は輝虎）から顕長の名を賜る。
あまり体が強いとはいえない体質だったため、天正4年（1576年）に弟の長実に家督を譲り隠居した。